# Quốc kỳ Nicaragua
Quốc kỳ Nicaragua (tiếng Tây Ban Nha: Bandera de Nicaragua) được thông qua ngày 4 tháng 9 năm 1908, nhưng đã không chính thức đến ngày 27 tháng 8 năm 1971. Nó dựa trên và lấy cảm hứng từ lá cờ của Cộng hòa Liên bang Trung Mỹ.

## Tổng quan
Cờ và huy hiệu của Nicaragua được sử dụng ngày nay tương tự như lá cờ của các tỉnh thuộc Trung Mỹ. Tam giác, núi lửa, mặt trời mọc, Núi Liberty, và cầu vồng đều xuất hiện trên biểu tượng ban đầu. Cánh tay được sử dụng ngày nay có chứa tên của quốc gia Republica de Nicaragua, trong khi năm 1823, tiêu đề là Provincias Unidas del Centro de America. Quyết định trở lại biểu tượng được sử dụng bởi các tỉnh thuộc Trung Mỹ đã được đưa vào năm 1908 và phản ánh nguyện vọng của Nicaragua cho sự tái sinh của thực thể chính trị được hình thành bởi 5 quốc gia. Ngoại trừ các văn bản xung quanh cánh tay, lá cờ rất giống với các văn bản của các tỉnh thuộc Trung Mỹ. 5 ngọn núi lửa đại diện cho 5 quốc gia thành viên ban đầu, Cap of Liberty đại diện cho tự do quốc gia, và tia sáng của mặt trời và cầu vồng là biểu tượng cho tương lai tươi sáng.
Sự hiện diện của một cầu vồng trong cánh tay làm cho lá cờ của Nicaragua là một trong hai lá cờ của một quốc gia có chủ quyền để bao gồm các màu tím, cùng với lá cờ của Dominica.
Quốc kỳ Nicaragua có ba vạch ngang, theo thứ tự: trên cùng là xanh da trời, ở giữa là trắng, và dưới cùng xanh da trời. 

## Lịch sử

Tháng 8 1823 - Tháng 11 1824
Tháng 11 1824 - Tháng 4 1854
Cờ Liên minh các tỉnh Trung Mỹ, 1823 - 1825
Federal Republic of Central America, 1825 - 1841
1852 - 1854
Tháng 4 1854 - 1858
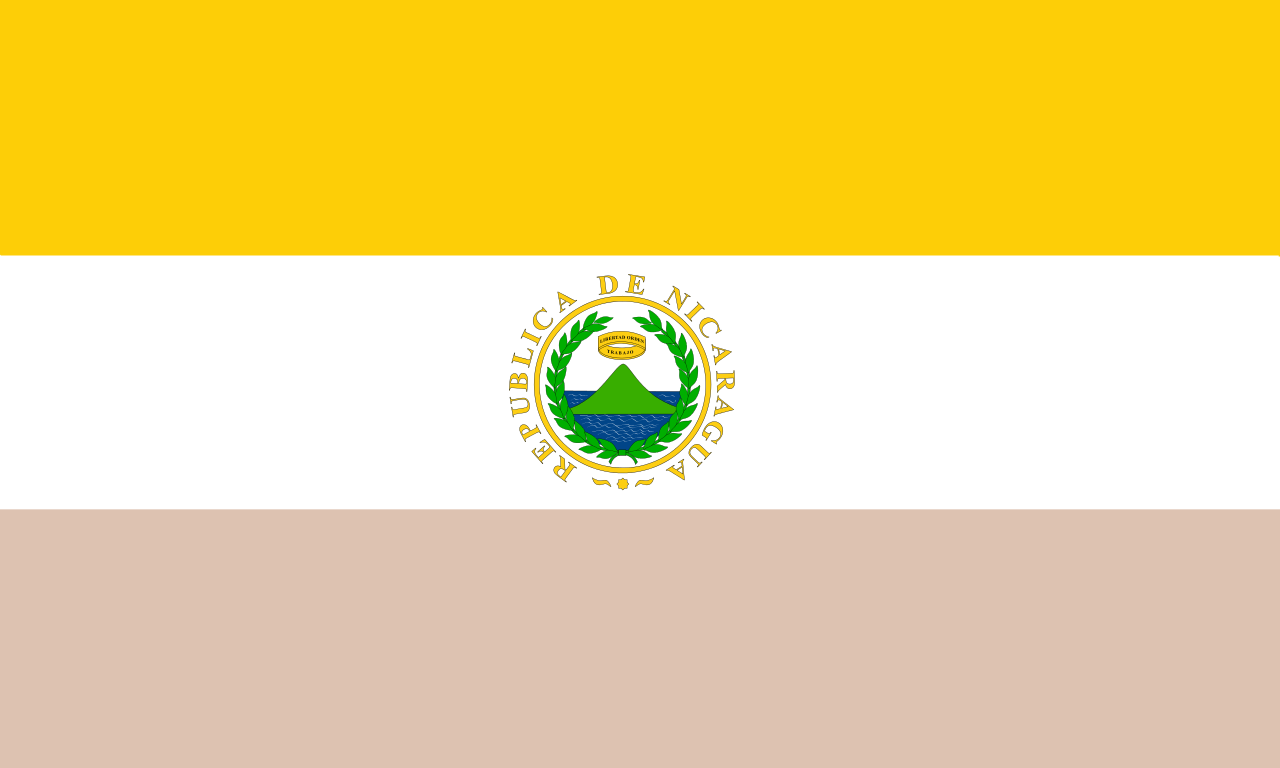
Tháng 4 1854 - 1858
Tháng 4 1854 - 1858 (Merchant Navy flag)
1858 - 1873
1873 - 1889
1889 - 1893
1893 - 1896
1896 - Tháng 11 1898
Tháng 11 1898 - Tháng 11 1898
Tháng 4 - Tháng 12 1898
Flag of the Mosquito Coast, 1860-1894
1908 - 1971